# Viliúisk
Viliúisk (en rus Вилю́йск) és una ciutat russa de la República de Sakhà situada a uns 600 quilòmetres de Iakutsk, al riu Viliúi (afluent del Lena). La seva població l'any 2002 era de 9.776 habitants.
El primer assentament hivernals cosac data de l'any 1634 i era conegut amb el nom de Verkhneviliuiskoie (Верхневилюйское). L'any 1783 s'hi va construir una ciutat anomenada Olensk (Оленск) i el 1821 es va canviar de nom com a Viliúisk.
La seva economia es basa en la indústria forestal i de la construcció i en menor mesura en l'extracció de gas natural.